# Горман (тауншип, Миннесота)
Горман (англ. Gorman) — тауншип в округе Оттер-Тейл, Миннесота, США. На 2000 год его население составило 398 человек.

## География
По данным Бюро переписи населения США площадь тауншипа составляет 92,6 км², из которых 84,3 км² занимает суша, а 8,4 км² — вода (9,06 %).

## Демография
По данным переписи населения 2000 года здесь находились 398 человек, 150 домохозяйств и 115 семей. Плотность населения — 4,7 чел./км². На территории тауншипа расположено 244 построек со средней плотностью 2,9 построек на один квадратный километр. Расовый состав населения: 95,48 % белых, 0,25 % коренных американцев, 2,51 % c Тихоокеанских островов и 1,76 % приходится на две или более других рас. Испанцы или латиноамериканцы любой расы составляли 2,51 % от популяции тауншипа.
Из 150 домохозяйств в 33,3 % воспитывались дети до 18 лет, в 70,7 % проживали супружеские пары, в 2,7 % проживали незамужние женщины и в 23,3 % домохозяйств проживали несемейные люди. 20,7 % домохозяйств состояли из одного человека, при том 6,7 % из — одиноких пожилых людей старше 65 лет. Средний размер домохозяйства — 2,65, а семьи — 3,09 человека.
26,6 % населения — младше 18 лет, 7,8 % — в возрасте от 18 до 24 лет, 26,1 % — от 25 до 44, 28,4 % — от 45 до 64, и 11,1 % — старше 65 лет. Средний возраст — 38 лет. На каждые 100 женщин приходилось 117,5 мужчин. На каждые 100 женщин старше 18 приходилось 113,1 мужчин.
Средний годовой доход домохозяйства составлял 48 750 долларов, а средний годовой доход семьи — 49 464 доллара. Средний доход мужчин — 30 833 доллара, в то время как у женщин — 20 250. Доход на душу населения составил 20 466 долларов. За чертой бедности находились 5,3 % семей и 4,6 % всего населения тауншипа, из которых 4,9 % младше 18 и 13,7 % старше 65 лет.